# 北岭站
北岭站是青岛地铁1号线的地铁车站，位于中华人民共和国山东省青岛市市北区人民路与瑞昌路交叉口北侧，于2021年12月30日开通。

## 车站结构
北岭站位于人民路与瑞昌路交叉口北侧，沿人民路设置，呈南北走向，为地下两层岛式站台车站，车站长182.75米，车站地下一层为站厅层，地下二层为站台层，站台设置全高站台门。
| 地面              | 出入口 | C、D出入口                                                                                            |
| 地下一层          | 站厅   | 客服中心、自动售票机、验票机                                                                          |
| 地下二层          | 站台   | \| \| \| 1号线往东郭庄（水清沟） \| \| 島式 · 開左邊车门 \| \| \| \| \| \| 1号线往王家港（小村庄） \| |
|                   |        | 1号线往东郭庄（水清沟）                                                                               |
| 島式 · 開左邊车门 |        | |
|                   |        | 1号线往王家港（小村庄）                                                                               |

## 出入口
北岭站目前开放2个出入口，各出口及周围设施如下所示：
| 编号                | 指示                   | 建议前往的目的地                                   | 图片 |
| ------------------- | ---------------------- | -------------------------------------------------- | ---- |
| C · 出口 · （设有） | 人民路(东)             | 青岛北岭山森林公园，山东省青岛第十七中学           |      |
| D · 出口            | 瑞昌路(北)，人民路(东) | 嘉定山公园，青岛嘉定路小学，山东省青岛第四十四中学 |      |
| 图例： 设有         |                        |                                                    |      |

## 接驳交通

### 公交车
- 人民路瑞昌路：16路，16路区间，30路，33路，224路，302路，309路，362路，366路，367路，936路

## 车站历史
本站工程名与正式站名均为北岭站，以车站东北侧的北岭山命名。
- 2019年11月20日，车站主体结构完工[2]。
- 2021年12月30日，车站随1号线南段通车开通[1]。